# قرار مجلس الأمن التابع للأمم المتحدة رقم 1588
قرار مجلس الأمن التابع للأمم المتحدة رقم 1588، الذي تم تبنيه بالإجماع في 17 مارس 2005، بعد التذكير بالقرارات 1547 (2004) و1556 (2004) و1574 (2004) و1585 (2005) بشأن الوضع في السودان، مدد المجلس ولاية بعثة الأمم المتحدة المتقدمة في السودان لمدة أسبوع.
ومُددت الولاية حتى 24 آذار / مارس 2005 للسماح لمجلس الأمن بإجراء مزيد من المناقشات بشأن هذه المسألة. وقد تم تبني القرار للتحضير لإنشاء عملية حفظ سلام في المنطقة. في غضون أسبوع، سيتم إنشاء بعثة الأمم المتحدة في السودان.

## روابط خارجية
- نص القرار في undocs.org